# Bolderāja 2
Bolderāja 2 – towarowa stacja kolejowa w miejscowości Ryga, na Łotwie. Położona jest na linii Zasulauks – Bolderāja, obsługującej zachodnią cześć Wolnego Portu Ryga.
Stacja została zaprojektowana zgodnie z Planem Rozwoju Miasta Rygi, który zakładał przeniesienie ryskiego portu z centrum miasta bliżej morza i budowę nowych terminali portowych na lewym brzegu Dźwiny. Stacja została otwarta 10 grudnia 2015 w celu obsługi terminalu Krievu Sala. Składa się z 9 torów o łącznej długości 8,5 km.